# Carl Macek

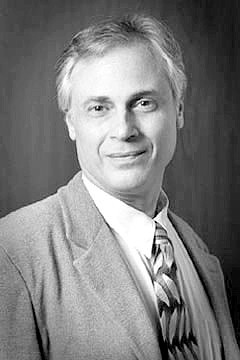
Carl Macek

Carl Macek (* 21. September 1951 in Pittsburgh; † 17. April 2010 in Topanga) war ein US-amerikanischer Drehbuchautor und Filmproduzent. Er gilt als Anime-Pionier der 1980er und 1990er.

## Biografie
Carl Macek wurde 1985 als Produzent und Drehbuchautor der Zeichentrickserie Robotech bekannt, die er für Harmony Gold produzierte. Bei Robotech handelt es sich um einen Ableger der japanischen Animeserie Macross, die dem US-amerikanischen Markt angepasst wurde. Macek wollte auch eine Fortsetzung zu der sehr erfolgreichen Serie produzieren, dies scheiterte jedoch aus verschiedenen Gründen. Zu dieser Zeit produzierte er außerdem die heute recht unbekannte Serie Captain Harlock and the Queen of a Thousand Years (ein Zusammenschnitt aus Die Abenteuer des fantastischen Weltraumpiraten Captain Harlock und Die Königin der tausend Jahre).
Macek gründete 1988 zusammen mit Jerry Beck Streamline Pictures. Unterstützt wurde die junge Firma von Schreibern, mit denen Macek bereits bei Robotech zusammenarbeitete, wie Steve Kramer, Tom Wyner, Greg Snegoff und Ardwight Chamberlain, die alle auch als Synchronsprecher tätig waren und sind. Streamline Pictures war eine der ersten US-amerikanischen Firmen, die japanische Animes importierten und für den US-amerikanischen Markt vermarkteten. Zu den bekanntesten Titeln der Firma zählen Lensmen (1984), Robot Carnival, Doomed Megalopolis, Twilight of the Cockroaches, Crying Freeman, Wicked City, Hayao Miyazakis Das Schloss im Himmel, Fist of the North Star, Akira, Lupin III: Das Schloss des Cagliostro und Lupin III: Mystery of Mamo. Bis 1993 veröffentlichte Streamline Pictures die Animes über Orion Pictures und wurde 1996 schließlich von dieser Firma aufgekauft.
Als Drehbuchautor arbeitete er an der englischsprachigen Übersetzung von Bleach (Viz Media) und, kurz vor seinem Tod, an der neuen Robotech-Serie Robotech: The Shadow Chronicles.
Macek war einer der Autoren der Fachbücher McGill’s Survey of the Cinema und Film Noir — An Encyclopedic Reference to the American Style (1979). Er war außerdem Autor der Bücher The Art of Heavy Metal: Animation for the Eighties und Robotech Art 3: The Sentinels. In letzterem beschrieb er, wie die Serie konzipiert wurde und was alles schieflief. Er arbeitete als Drehbuchautor an C.O.P.S. und war beratend an  F.A.K.K.² beteiligt. Vor kurzem schrieb er das Drehbuch für eine Verfilmung von Brian Pulidos Lady Death.

## Tod
Jerry Beck, ein früherer Geschäftspartner von Macek, gab bekannt, dass Macek am 17. April 2010 einem Herzinfarkt erlag. Die Los Angeles Times gab als Sterbeort Topanga Canyon an.

## Rezeption
Macek gilt als eine kontroverse Person des englischsprachigen Animes. Viele bezeichnen ihn als einen der Pioniere dieser Kunstform außerhalb von Japan. Die von ihm gegründete Firma Streamline Pictures war für die Übersetzung der ersten Animes für den US-amerikanischen Heimvideomarkt sowie für die ersten Ausstrahlungen im Kabelfernsehen verantwortlich. Allerdings wurde sein Werk auch kritisiert, da er einige Storys, insbesondere bei Robotech, abänderte und anders interpretierte.